# Die Wacht
Die Wacht war eine Zeitschrift innerhalb der katholischen Jugendarbeit in Deutschland. Sie war seit ihrer Gründung 1905 zunächst das Organ des Verbandes der katholischen Jugend- und Jungmännervereine Deutschlands (ab 1930: Katholischer Jugendmännerverband Deutschlands, KJMVD) und wurde ab 1948 als Zentralorgan des 1947 gegründeten Bundes der Deutschen Katholischen Jugend wiederbegründet.

## Geschichte
Die Zeitschrift erschien zweiwöchentlich von 1905 bis zum Oktober 1938 (34. Jahrgang), als sie durch die Nationalsozialisten verboten wurde, und dann wieder von März 1948 (35. Jahrgang) bis Dezember 1955 (42. Jahrgang). Zunächst trug sie den Untertitel Zeitschrift für katholische Jünglinge, ab Jahrgang 19 (1923/24) den Untertitel Zeitschrift der katholischen Jugend- und Jungmännervereine Deutschlands. Herausgeber war vor dem Zweiten Weltkrieg der Verband der Katholischen Jugend- und Jungmännervereine Deutschlands und danach der Bund der Deutschen Katholischen Jugend. Verlegt wurde Die Wacht anfangs im Verlag der Westdeutschen Arbeiterzeitung in München-Gladbach, ab 1. Oktober 1914 beim Generalsekretariat des Zentralverbandes in Düsseldorf (später Verlag Jugendhaus Düsseldorf) und ab 1948 im Verlag Haus Altenberg. Nachfolger der Wacht wurde Die Allgemeine Sonntagszeitung.
In der Phase bis 1938 gehörten zu den Autoren u. a. der Schriftsteller Heinrich Bachmann, der Aktivist und Jugendbundführer Adalbert Probst und Georg Thurmair, der ab 1934 Mitglied der Schriftleitung war. Letzterer veröffentlichte dort 1935 das von ihm gedichtete Altenberger Wallfahrtslied Nun, Brüder, sind wir frohgemut sowie das ursprünglich als „Reiselied“ bezeichnete Wir sind nur Gast auf Erden. Als Grafiker bzw. Illustrator betätigte sich zwischenzeitlich auch Fritz Stelzer für Die Wacht.

## Titelgleichheiten
Unter dem Titel Die Wacht erschienen außerdem:
- von 1888 bis 1900 eine „Zeitschrift für vereinfachte deutsche Stenographie (Einigungssystem Stolze-Schrey)“;
- 1904/1905 in Berlin eine „illustrierte Wochenschrift für das gesamte christliche Leben“;
- von 1905 bis 1917 in Eilenburg eine Zeitung als „Organ zur Vertretung der Interessen der Kleinstadt- und Landlehrer der preussischen Monarchie“;
- von 1908 bis 1920 eine „Monatsschrift für kirchliche Evangelisation und Gemeinschaftspflege“ des Verbandes Kirchlicher Gemeinschaften in Schlesien;
- von 1919 bis 1923 in Barmen ein „deutschnationales Volksblatt“;
- von 1920 bis 1925 wöchentlich in Stettin eine „Truppenzeitung für den Wehrkreis II“.[3]